# Міжнародний інститут демократії та сприяння виборам
Міжнародний інститут демократії та сприяння виборам (International IDEA) – це міжурядова організація, головною метою якої є підтримка та зміцнення демократичних інституцій і процесів у всьому світі, з метою розвитку сталих, ефективних та легітимних демократій. Вона має регіональні офіси в Європі, Латинській Америці та Карибському басейні, Азії та Тихому океані, Африці та Західній Азії, а також Північній Америці. Штаб-квартира організації розташована у Стокгольмі, Швеція. 
Кевін Касас Самора є генеральним секретарем (серпень 2019 року). Раніше Касас Самора був другим віце-президентом в Коста-Ріці та міністром національного планування. Ів Летерм, колишній заступник генерального секретаря ОЕСР та колишній прем'єр-міністр Бельгії, був попереднім генеральним секретарем з 2014 по 2019 рік. Летерм замінив Відара Хельгесена .
Міжнародний інститут демократії та розвитку є офіційним спостерігачем Організації Об'єднаних Націй.

## Історія
Початок 1990-х років ознаменувався викликами для демократії в усьому світі. У 1989 році в Китаї відбулося жорстоке придушення протестів на площі Тяньаньмень, а Чилі, Бразилія, Уругвай і Аргентина повільно і важко просувалися до демократії після того, як пережили подібні жорстокі військові перевороти і диктатури. Незважаючи на довгу традицію автократії в Південній Кореї, президентом став демократичний дисидент Кім Де Чжун. Звільнення Нельсона Мандели в 1990 році після 28 років ув'язнення стало першим кроком Південної Африки на шляху до демократії. В інших частинах Африки та Азії також точилися широкі дискусії про те, як включити демократичні норми в їхні традиції та культуру. 
Все більше людей у всьому світі потребували хороших порад щодо низки рішень, які необхідно було прийняти, щоб демократія запрацювала. У відповідь на цю потребу Швеція разом з 13 іншими країнами виступила з ініціативою заснувати Міжнародний інститут демократії та виборчої допомоги, International IDEA.
Засновницька конференція International IDEA відбулася 27–28 лютого 1995 року за участю 14 держав-засновниць: Австралії, Барбадосу, Бельгії, Чилі, Коста-Рики, Данії, Фінляндії, Індії, Нідерландів, Норвегії, Португалії, Південної Африки, Іспанії та Швеції. Чотири початкові напрямки діяльності інституту були визначені як: (1) створення банку даних та надання інформаційних послуг; (2) дослідження; (3) розробка та просування керівних принципів; (4) надання консультаційних послуг та послуг з нарощування потенціалу. 
Первісна структура інституту складалася з ради у складі 9–15 осіб, призначених не як представники держав-членів, а як приватні особи, які розробляли робочу програму. Рада (складена з одного представника від кожного члена та асоційованого члена) була відповідальна за затвердження робочої програми та бюджету, незважаючи на те, що її не консультували щодо їх розробки, а також за забезпечення того, щоб внески підтримували робочу програму. Було створено засновницьку «ядерну» раду, до складу якої увійшли Шрідат Рамфал, Адама Дьєнг та Девід Стіл. Бенгт Севе-Седерберг, який відіграв важливу роль у процесі створення Міжнародного інституту IDEA з самого початку, був призначений його першим генеральним секретарем. Через практичні труднощі та дублювання повноважень між радою та правлінням ця модель згодом змінилася.
Міжнародний інститут IDEA зміг одразу ж розпочати роботу над розробкою етичних кодексів та професійних правил і рекомендацій для виборчих процесів, а також на самому початку розробив три надзвичайно корисні посібники з питань розробки виборчих систем, «Демократія та глибоко вкорінені конфлікти» та «Жінки в парламенті».
У рамках святкування 20-річчя інституту в 2015 році Бенгт Севе-Седерберг написав есе «Народження IDEA», в якому описав, як виникла організація та її значення. Севе-Седерберг є першим генеральним секретарем Міжнародного інституту IDEA.

## Місія
Місія Міжнародного інституту IDEA полягає в тому, щоб «Міжнародний інститут IDEA розвивав, просував і захищав стійку демократію в усьому світі з урахуванням зобов'язань у сфері прав людини шляхом надання знань, що мають значення для політики, розвитку потенціалу, адвокації та організації діалогів». Крім того, Міжнародний інститут IDEA присвячує свою діяльність таким завданням:
- Допомагати країнам у розбудові потенціалу для розвитку демократичних інститутів.
- Забезпечувати форум для взаємодії між політиками, науковцями та практиками.
- Узагальнення досліджень та практичного досвіду, а також розробка практичних інструментів для вдосконалення демократичних процесів.
- Сприяння підзвітності, прозорості та ефективності в управлінні виборами.
- Сприяння оцінці, моніторингу та просуванню місцевої демократії місцевими громадянами.

## Основні напрямки діяльності
- Виборчі процеси - Підтримка виборчих процесів є основним напрямком діяльності Міжнародного інституту IDEA з моменту його заснування в 1995 році. Статут Міжнародного інституту IDEA визначає мандат інституту щодо вдосконалення та консолідації демократичних виборчих процесів у всьому світі. Шляхом накопичення глобальних порівняльних знань, проведення ненормативного аналізу та надання політичних рекомендацій, спрямованих на розробку, встановлення та консолідацію стійких і надійних виборчих процесів на місцевому рівні, інститут відповідає потребам цільової аудиторії. До неї входять органи управління виборами (ОУВ) та фахівці з питань виборів, законодавчі та судові органи, науковці, громадянське суспільство, спостерігачі за виборами, а також агентства з розвитку та організації, що надають допомогу в розбудові демократії.
- Розробка конституцій – Спільно з місцевими, регіональними та глобальними партнерами програма розробки конституцій підвищує обізнаність про роль процесів розробки конституцій в управлінні конфліктами та зміцненні демократії. Робота включає: Надання технічної допомоги національним суб'єктам, які беруть участь у процесах розробки конституцій. Надання знань та ресурсів для розвитку потенціалу, які особи та групи можуть використовувати для посилення своєї участі та її якості в процесах розробки конституцій. Сприяння доступу до уроків, винесених з порівняльних контекстів, щоб національні, регіональні та міжнародні суб'єкти мали більше варіантів для розгляду при вирішенні різних конституційних питань. Обслуговування глобальної спільноти практиків у сфері розробки конституцій за допомогою фізичних та віртуальних просторів для діалогу.
- Політична участь та представництво - Ця програма підтримує політичні партії, зосереджуючись на чотирьох напрямках. Партійне право та фінанси: вдосконалення регулювання фінансування партій та кандидатів. Організація політичних партій: надання політичним партіям можливості розробляти політичні платформи. Діалог між політичними партіями: пошук консенсусу в рамках панівної політичної культури конкуренції шляхом більш ефективного міжпартійного діалогу. Ефективна допомога партіям: посилення узгодженості підходів у наданні допомоги партіям.
- Ініціатива «Глобальний стан демократії» (GSoD) була започаткована у 2016 році з метою аналізу сучасних тенденцій та викликів, що впливають на демократію у всьому світі. Ініціатива GSoD надає ґрунтований на фактах аналіз та дані про стан демократії на глобальному та регіональному рівнях. Вона також має на меті сприяти публічній дискусії про демократію, інформувати про політичні заходи та визначати підходи до вирішення проблем, що впливають на якість демократії. Перший звіт[9] був опублікований у 2017 році. Звіт про глобальний стан демократії 2023 року[10] зосередився на тому, як «глобальний стан демократії у 2023 році є складним, мінливим і нерівним». Індекси глобального стану демократії[11] також пропонують дані, якими може скористатися будь-хто.

Міжнародна організація IDEA пропонує кілька онлайн-інструментів та баз даних, зокрема базу даних про явку виборців, інструмент управління виборчими ризиками та систему оцінки загроз IntegriTAS. Будь-хто може отримати доступ до даних на такі теми, як явка виборців, структура виборчої системи, квоти для жінок та закони і правила щодо фінансування політичних партій.  Також розглядаються питання гендерної рівності, різноманітності, конфліктів та безпеки. Дані з бази даних Міжнародної організації IDEA про фінансування політичних партій, що стосуються розкриття політичної інформації, використовуються як показник публічної прозорості та підзвітності в Базельському індексі AML, інструменті оцінки ризиків відмивання грошей та фінансування тероризму, розробленому Базельським інститутом управління.
Міжнародна організація IDEA отримала статус спостерігача в ООН.

## Члени
Засновниками Міжнародного інституту демократії та сприяння виборам (International IDEA) були Австралія, Барбадос, Бельгія, Чилі, Коста-Ріка, Данія, Фінляндія, Індія, Нідерланди, Норвегія, Португалія, Південна Африка, Іспанія та Швеція.
Станом на 2024 рік до складу організації входять 35 держав-членів: Австралія, Барбадос, Бельгія, Бенін, Ботсвана, Бразилія, Канада, Кабо-Верде, Чилі, Коста-Ріка, Домініканська Республіка, Естонія, Фінляндія, Франція, Німеччина, Гана, Індія, Індонезія, Люксембург, Маврикій, Мексика, Монголія, Намібія, Нідерланди, Норвегія, Панама, Перу, Філіппіни, Португалія, Південна Африка, Іспанія, Швеція, Швейцарія, Туніс та Уругвай. Японія та Сполучені Штати Америки мають офіційний статус спостерігачів.
У минулому держави-члени по черзі проводили Форум демократії, який заохочував діалог між державами-членами та з представниками громадянського суспільства, наукових кіл та молоді. Теми минулих Форумів демократії включали боротьбу з корупцією, підзвітність, управління природними ресурсами та участь молоді.

## Внутрішня структура
Майже 300 співробітників Міжнародного інституту IDEA працюють у різних офісах по всьому світу. Штаб-квартира знаходиться в Стокгольмі, Швеція, а додаткові офіси розташовані в Нью-Йорку, США; Вашингтоні, округ Колумбія, США; Брюсселі, Бельгія; Гаазі, Нідерланди; Катманду, Непал; Абуджі, Нігерія; Суві, Фіджі; Тхімпху, Бутан; Сантьяго, Чад; Гамбії; Кенії; Сьєрра-Леоне, Чилі; Лімі, Панама-Сіті, Панама; Перу; Асунсьйоні; Аддіс-Абебі, Ефіопія; Тунісі, Туніс; Канберрі, Австралія.
Організація також є постійним представником при Організації Об'єднаних Націй, що базується в Нью-Йорку.